# The Cat Returns
The Cat Returns (oorspronkelijke Japanse titel: 猫の恩返し, Neko no Ongaeshi) is een Japanse anime uit 2002 van de regisseur Hiroyuki Morita, geproduceerd door Studio Ghibli. In België is de film in september 2004 uitgekomen en in Nederland in januari 2005.

## Verhaal
Haru is op weg van school met haar vriendin als ze een kat op de weg ziet die bijna wordt aangereden. Als ze de kat redt, bedankt deze haar en gaat weer op weg. Al gauw ziet Haru nog meer pratende katten en wordt ze overladen met zogenaamde cadeaus. Ze krijgt zelfs een bezoek van de kattenkoning, die haar uitnodigt langs te komen bij zijn paleis. Met hulp van een dikke mopperige kater (Muta uit Whisper of the Heart) en een tot leven gekomen kattenbeeldje (Baron Humbert von Jikkingen uit Whisper of the Heart) gaat ze op zoek naar de kattenwereld, maar de kattenkoning had andere plannen dan ze dacht.